# 盧同
卢同（5世纪—532年），字叔伦，北魏官员。

## 生平

### 早年
史书没有记载卢同的生年。
卢同是范阳涿县人，身长八尺，容貌魁伟，善于待人接物和应付世情。与司徒记室曹世表和贾思伯、辛雄等交好。太和年间（477年—499年）被征召为北海王元详国常侍，由此入仕。后小有迁官，为司空祭酒、昌黎太守。不久为营州长史，仍兼郡守。一次入朝，被拜为河南尹丞，再迁官为太尉属官。

### 宣武帝年间
都督中山王元英、尚书邢峦等奉命征讨豫州叛民白早生，诏以卢同为军司。乱平后，卢同得官拜冀州镇东府长史。因丁父忧卸任。后官拜司空谘议参军，兼司马，为营构东宫都将（掌管东宫的营建事务）。延昌年间，秦州百姓作乱，诏卢同兼通直常侍，持节慰谕，叛军多投降。回朝后，转官为尚书右丞，进号辅国将军，卢同因官职犯了父亲卢辅的名讳而没有受任，被改授龙骧将军。

### 孝明帝年间
熙平初年，累次迁官为尚书左丞，加官为征虏将军。六月，卢同等五十人商议认为胡太后既然称制临朝，她祭祀行礼时应该按皇帝的礼仪。胡太后下令准奏。
时相州刺史奚康生征百姓岁调（每年定额的布帛税）以邀忧心公事之名，其征收抵税的布帛长达七八十尺，治下部落怀怨。卢同的岁禄则是官府所给的长绢。卢同于是举报奚康生在度外征调。皇帝下诏治奚康生罪，兼褒扬卢同政绩。孝明帝年间，朝政渐渐衰败，多有人窃冒军功。熙平二年（517年）正月，卢同阅看吏部勋书，加以检查，查出冒领官阶者三百余人，上表请求派官员认真核实勋功名级，属实者发给黄素楷书作为证件，并加盖本主管部门朱印，一式两份，吏部留一，兵局留一；胡太后下诏准奏。卢同又奏请上报尚书省的勋书簿籍必须列载姓名、籍贯、历阶，加本军骑缝印记，各报所属上级主管部门；统将、都督都要在勋书上加盖印记，然后上报行台；行台报太尉，太尉精简后报尚书省；尚书省重新复查后，报皇帝批准后转存黄素朱印并通知吏部授官阶职位；为保证勋簿真实、防止在军中即行作弊，行台、军司、监军、都督都要各自建立文书档案详细记录；军人每有进一阶功勋，就发一份证券，一半付行台，一半给有勋之人；记券送门下省，分别函存，以备查证；为防止作弊和遗误，回军之日就上报军人勋簿，不允许拖延一月以上；胡太后下诏准奏。
权臣元叉发动政变废黜胡太后，相州刺史中山王元熙在邺城起兵，被镇压。正光元年（520年）八月，元叉以卢同为持节兼黄门侍郎慰劳使，去相州处决元熙。卢同在邺城街头斩杀元熙，传首京城。回朝后，授正平东将军、正黄门、营明堂副将。不久加抚军将军、光禄大夫、本州大中正。卢同善于侍奉朝官，为元叉所亲。处决元熙的时候，他为了满足元叉，深切追究元熙的党羽，将济阴内史杨昱锁拿到邺城拷问百日，为时论所非议。元叉又给卢同羽林二十人以自卫。卢同兄卢琇年少时多次说大话，经常说：“我可以做到公侯。”孝明帝年间，卢琇才官至都水使者，卢同请求降低自己二等官阶授予卢琇，卢琇因此被任命为安州刺史，当时的舆论都称道卢同。
十二月，因元叉得志，其父司空江阳王元继转司徒，仍加侍中。元继身为藩王，恩遇已隆。他因自认为父子权位太盛，频繁上表逊位请求将司徒让给车骑大将军、仪同三司崔光。诏遣皇堂叔祖侍中安丰王元延明、给事黄门侍郎卢同相劝，他又上表固辞，未果。
正光二年（521年）十月，录尚书事高阳王元雍、尚书令李崇、侍中侯刚、尚书左仆射元钦、侍中元叉、元延明、吏部尚书元修义、尚书李彦、给事黄门侍郎元纂、给事黄门侍郎张烈、卢同等奏请以汉朝分封单于先例，同时扶持阿那瓌和俟力发婆罗门为蠕蠕首领，让他们彼此制衡。获准。
正光五年（524年），营州城人就德兴谋反，卢同官拜度支尚书，持节出使营州慰劳，获准便宜行事。卢同派去的使者都被叛军所杀，于是释放叛军家口三十人，并免家奴为良民，让他们带着书信给叛军讲道理。左将军、营州刺史李仲遵单车赴州，与卢同一起招抚叛军，表现出恩德信义。就德兴于是投降，百姓大悦，卢同安民而还。就德兴又作乱，诏卢同为幽州刺史兼尚书行台慰劳。先前元叉矫诏诛杀奚康生，将奚康生的儿子奚难当流放安州，这时元叉就指使卢同杀了奚难当。
卢同担心就德兴不可信，准备率军前去。就德兴和本城百姓百姓刘安定等已有异心，以为自己要被谋害，惊慌之间捕杀了李仲遵，不久又杀其二子李清石、李阿罕。卢同为就德兴所攻击，大败而还。两位侍中穆绍与元顺侍坐，论卢同之罪。卢同先前将近宅借给穆绍，穆绍很想为他说话。元顺勃然向胡太后指出穆绍与卢同的关系，说卢同必然无罪，穆绍羞惭地不敢说话。胡太后于正光六年（525年）四月诛杀元叉，认为卢同、荆州刺史崔孝芬、相州刺史李奖等是元叉一党，将其除名。
孝昌三年（527年），官拜左将军、太中大夫、兼左丞，为齐兖二州行台，节度大都督李叔仁。

### 孝庄帝年间
孝庄帝登基，诏恢复原本官秩，官拜都官尚书，又兼七兵尚书；以先前慰劳就德兴之功，封章武县开国伯，食邑四百户，正式官拜七兵尚书。再转官为殿中尚书，加官征南将军。

### 节闵帝年间
普泰初年，拜侍中，进号骠骑将军、左光禄大夫。当时卢同久病，请求担任仪同三司。卢同任黄门侍郎时与北魏节闵帝都在门下省，惊异于节闵帝为人，素来与他诚意交好。节闵帝认为他是旧交，就答应了，九月，拜仪同三司，其余官职如前。

### 孝武帝年间
永熙初年，薨，追赠侍中、都督冀沧瀛三州诸军事、骠骑大将军、司空公、冀州刺史的官职，追赠生前的开国伯封爵，赐帛四百匹，谥号孝穆。永熙三年（534年），又追赠尚书右仆射的官职。

## 家庭
卢同有四子，长子卢斐嗣爵，另一子青州中从事卢筠，其余无考。

## 评价
- 《北史·卷三十》论曰：叔伦质器洪厚，卷舒兼济。[4]
- 《魏书·卷七十六》史臣曰：卢同质器洪厚，卷舒兼济。……趋舍（举止）深沉，俱至显达（都做到了显达的官职），雅道正路，其殆病诸（这大概也难吧）。[5]
- 卢斐等不满魏收《魏书》以〈卢同传〉附于〈卢玄传〉等，弹劾魏收，卢斐指父亲“功业显著，名闻天下”，却因为和魏收没有亲戚而不能独立成传。但卢斐等却被支持魏收的北齐权臣杨愔上报北齐文宣帝治罪，卢斐因而死于狱中。[29][30]后因北齐众臣认为《魏书》不实，武成帝命魏收复查，魏收于是为卢同列传。[31][32]